# Sandvulkan

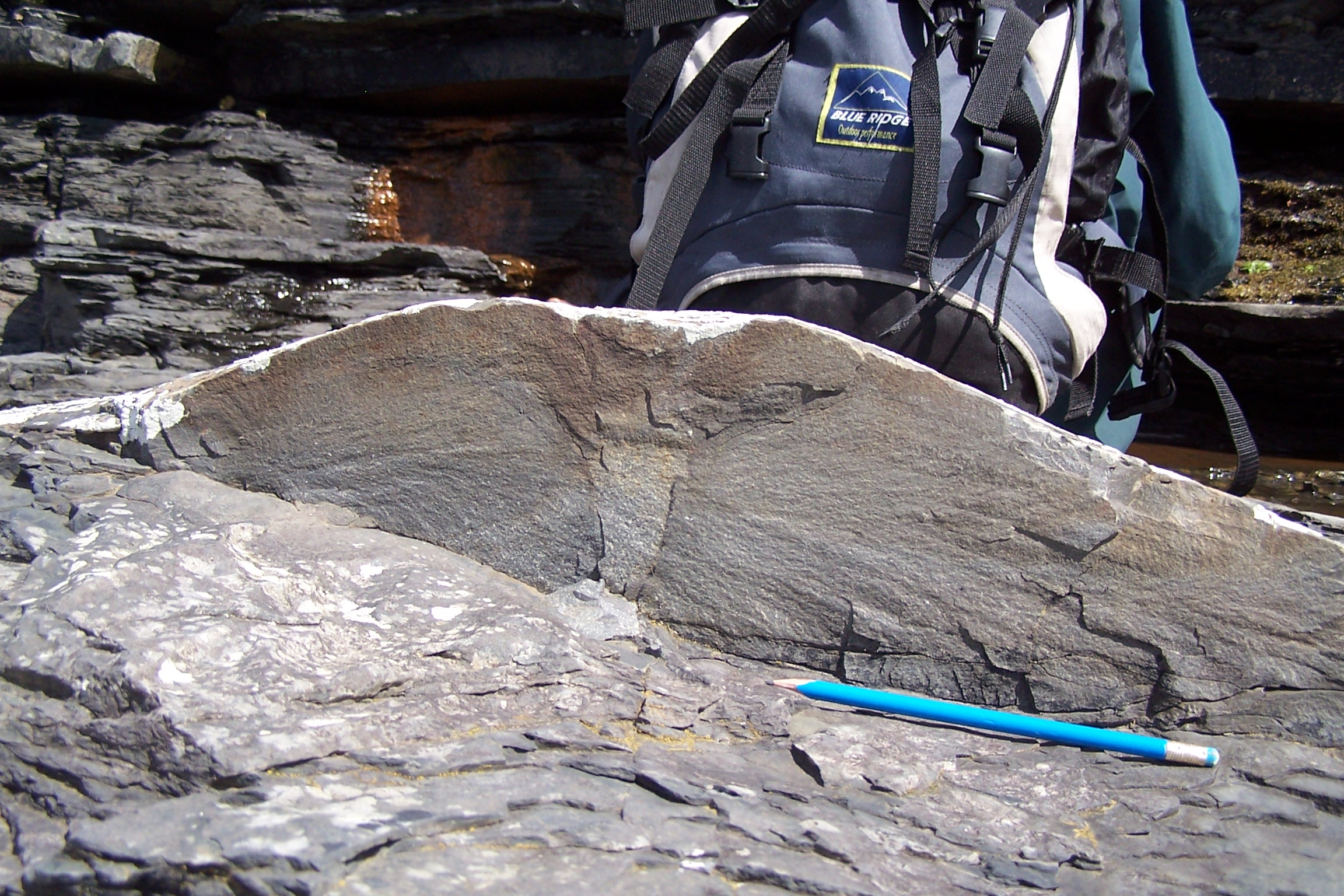
Versteinerter Sandvulkan, County Clare, Irland

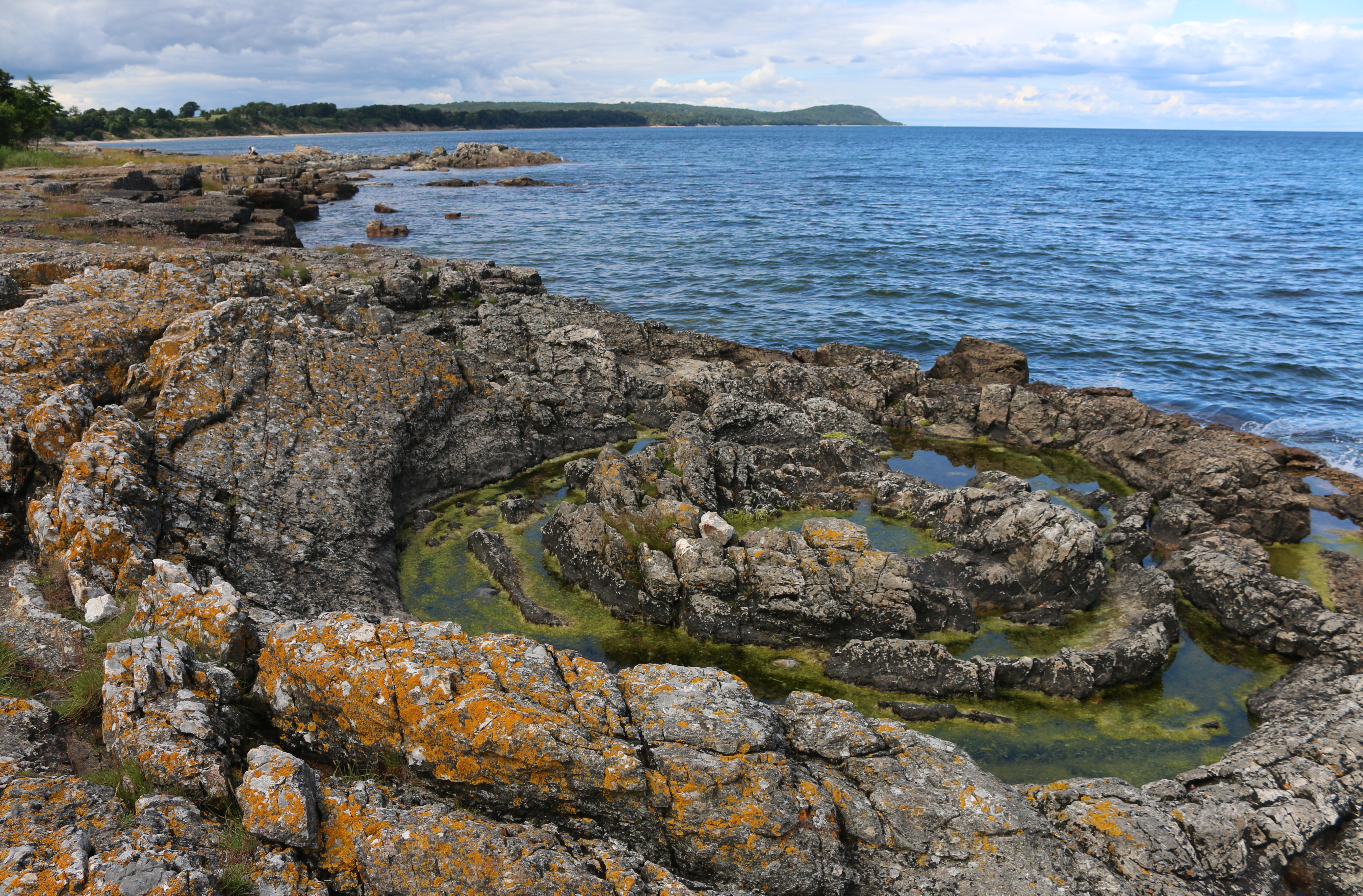
Prästens badkar, ein fossiler Sandvulkan

Ein Sandvulkan ist ein Sandkegel, der durch die Verflüssigung wassergesättigter Sande im Untergrund und ihren nachfolgenden Ausstoß entlang eines zentralen Kanals an die Erdoberfläche entsteht. Dort bildet sich ein kegelförmiger Hügel, dessen Hänge eine Neigung aufweisen, die dem Winkel der inneren Reibung entsprechen. Dieser Kegel ähnelt einem kleinen Vulkankegel mit einem Krater an der Spitze, er kann Größen von einigen Millimetern bis zu mehreren Metern aufweisen.
Sandvulkane zählen zu den sedimentären Entwässerungsstrukturen, d. h. sie zeigen den Fluss von Porenwasser durch das Sediment an. Die Entstehung eines Sandvulkans ist oft verbunden mit der Verflüssigung wassergesättigter Sande bei einem Erdbeben. Sandvulkane ließen sich zum Beispiel bei den Erdbeben von New Madrid in den Jahren 1811 und 1812 beobachten, teilweise auch zu linienhaftem Ausstoß von Sand verschmelzend.
Sandvulkane lassen sich aufgrund ihres Aufstiegskanals und des entstandenen Sandkegels gut in geologischen Aufschlüssen nachweisen. In den letzten Jahren wurde intensive Forschung an solchen Verflüssigungsstrukturen betrieben, um die Geschichte früherer Erdbeben zu rekonstruieren.
Die ähnlich aussehenden Schlammvulkane werden durch andere Prozesse verursacht, sie stehen in Verbindung mit dem Aufstieg warmer oder heißer Wässer oder Gase.
Mit dem Prästens badkar (deutsch: „Priesters Badewanne“) befindet sich ein fossiler Sandvulkan aus dem Kambrium an der Ostseeküste beim Ort Vik (Österlen).